# Ladislav Almási
Ladislav Almási (Bratislava, 6 marzo 1999) è un calciatore slovacco, attaccante dello Zalaegerszeg in prestito dal Baník Ostrava.

## Caratteristiche tecniche
È un centravanti.

## Carriera

### Club
Cresciuto nel settore giovanile del Senica, ha esordito in prima squadra il 1º marzo 2016 in occasione dell'incontro di Superliga pareggiato 1-1 contro il ViOn Z.M..
Il 20 gennaio 2021 si è unito al club FC Akhmat Grozny con la formula del prestito con diritto di riscatto fino alla fine della stagione, ma l'opzione non è stata esercitata.
Il 18 giugno 2021 viene acquistato dal Baník Ostrava.

### Nazionale
L'8 ottobre 2021 esordisce in nazionale maggiore in occasione della sconfitta per 1-0 contro la Russia.

## Statistiche
Statistiche aggiornate al 19 novembre 2020.

### Presenze e reti nei club
| Stagione        | Squadra             | Campionato      | Campionato | Campionato | Coppe nazionali | Coppe nazionali | Coppe nazionali | Coppe continentali | Coppe continentali | Coppe continentali | Altre coppe | Altre coppe | Altre coppe | Totale | Totale | Totale |
| Stagione        | Squadra             | Comp            | Pres       | Reti       | Comp            | Pres            | Reti            | Comp               | Pres               | Reti               | Comp        | Pres        | Reti        | Pres   | Reti   |        |
| --------------- | ------------------- | --------------- | ---------- | ---------- | --------------- | --------------- | --------------- | ------------------ | ------------------ | ------------------ | ----------- | ----------- | ----------- | ------ | ------ | ------ |
| 2015-2016       | Senica              | SL              | 6          | 1          | CS              | 0               | 0               |                    | -                  | -                  |             | -           | -           | 6      | 1      |        |
| 2016-gen. 2017  | Senica              | SL              | 1          | 0          | CS              | 0               | 0               |                    | -                  | -                  |             | -           | -           | 1      | 0      |        |
| gen.-giu. 2017  | DAC Dunajská Streda | SL              | 0          | 0          | CS              | 1               | 1               |                    | -                  | -                  |             | -           | -           | 1      | 1      |        |
| 2017-2018       | DAC Dunajská Streda | SL              | 1          | 0          | CS              | 0               | 0               |                    | -                  | -                  |             | -           | -           | 1      | 0      |        |
| 2018-gen. 2019  | DAC Dunajská Streda | SL              | 1          | 0          | CS              | 0               | 0               | UEL                | 0                  | 0                  |             | -           | -           | 1      | 0      |        |
| gen.-giu. 2019  | Šamorín             | 1L              | 13         | 4          | CS              | 0               | 0               |                    | -                  | -                  |             | -           | -           | 13     | 4      |        |
| 2019-gen. 2020  | Petržalka           | 1L              | 13         | 11         | CS              | 1               | 1               |                    | -                  | -                  |             | -           | -           | 14     | 12     |        |
| gen.-giu. 2020  | Ružomberok          | SL              | 7          | 2          | CS              | 3               | 0               |                    | -                  | -                  |             | -           | -           | 10     | 2      |        |
| 2020-2021       | Ružomberok          | SL              | 9          | 5          | CS              | 1               | 1               | UEL                | 1                  | 0                  |             | -           | -           | 11     | 6      |        |
| Totale carriera | Totale carriera     | Totale carriera | 51         | 23         |                 | 6               | 3               |                    | 1                  | 0                  |             | -           | -           | 58     | 26     |        |